# Profecia de Neferti
A Profecia de Neferti é um texto literário do Antigo Egito datado da época do Império Médio.
A acção desenrola-se em outra época histórica, na corte do rei Seneferu, primeiro soberano da IV Dinastia, ou seja, da época do Império Antigo. Preocupado com o futuro do país, o rei consulta um adivinho de nome Neferti que descreve acontecimentos que terão lugar daí a quatro séculos. 
Neferti retrata um futuro apocalíptico, no qual os asiáticos invadirão o Egito, provocando a destruição dos templos e o abandono do palácio real. O sol ficará coberto e o rio Nilo secará. Contudo, um salvador virá e libertará o país da dominação estrangeira. Esse salvador é oriundo do sul do país e tem o nome de Ameny, sendo identificado como o rei Amenemés I da XII Dinastia. 
Este texto descreve uma profecia post eventum, ou seja, uma profecia cujos acontecimentos tiveram lugar antes de ter sido escrito o texto, estando ao serviço da propaganda real. Os eventos descritos na "profecia" referem-se aos últimos anos da XI Dinastia época da história do Egito, que os historiadores consideram relativamente calma, mas que neste texto é retratada como negativa como forma de legitimar o poder de Amenemés I, o primeiro rei da XII Dinastia. O autor do texto terá sido um sacerdote de Bubástis de nome Neferti.
Este texto foi preservado no Papiro Leningrado 1116B, datado da XVIII Dinastia. É possível encontrar pequenas passagens da obra em tábuas de escrita e em ostraca (pequenos pedaços de pedra de calcário).

## Referência
- Prophecy of Neferty:Digital Egypt for Universities